# Cầu Đakrông
Cầu Đakrông là một cây cầu bắc qua sông Đakrông trên tuyến đường Hồ Chí Minh tại xã Đakrông, huyện Đakrông, tỉnh Quảng Trị, Việt Nam. Cầu nằm trong khu di tích - danh thắng Đakrông.
Đây là điểm đầu của Quốc lộ 14 nối từ Quảng Trị đến Bình Phước.
Trong chiến tranh, cầu Đakrông là một chiếc cầu sắt và là tuyến vận tải quan trọng cho chiến trường miền Nam. Sau năm 1975, với sự giúp đỡ của Cuba, một chiếc cầu treo dài 100 m, rộng 6 m đã được xây dựng để thay thế cầu sắt cũ. Tuy nhiên, cây cầu treo đã bị sập vào năm 1999. Sau đó, chính quyền đã cho xây lại một cây cầu dây văng như hiện nay.